# 武官進級令
武官進級令（ぶかんしんきゅうれい）は、大日本帝国陸海軍の武官の進級に関して規定した勅令である、陸軍武官進級令（明治22年勅令第61号、大正5年勅令第199号、昭和16年勅令第197号）および海軍武官進級令（大正9年勅令第58号）の総称。ポツダム宣言の受託を受け廃止（昭和21年6月15日勅令第319号、第322号）、

## 概要
武官進級の原則は、
- 級を逐って歴進させる
- 実役停年（各級ごとに年限を規定する）を超えない
- 進級のために兵科、部を変更しない
- 進級は抜擢進級による

である。
ただし、戦時もしくは事変に際しては、定規の方法によらず特別の進級を行うことができる。
また、公務のため航空機に搭乗中、変故によって傷痍を受け危篤に陥った者の進級も同様である。

### 陸軍武官の場合
現役将校（同相当官もこれに準ずる）は、尉官もしくは佐官の階級においてそれぞれ所要の年数の隊附勤務に服した者でなければ少佐もしくは少将に進級させないのを例とする。
中将から大将に進級させるのは、歴戦または枢要な軍務の経歴を有する者で功績の特に顕著な者の中から特旨をもって親任する。
将官の進級および大佐から少将への進級は、上旨に出るものであるが、まず内旨を陸軍大臣に諭すのを例とする（同級にある将校相当官もまた同様である）。
現役上長官および士官の進級抜擢は各兵科ごとに上長官士官の区分にしたがって所定の直系上官が行い、その進級は、候補決定名簿の列序に従って、陸軍大臣進級上裁をあおぎ、各官ごとに進級させる。
准士官および下士官の進級は、各官ごとに（砲、工兵諸工長は、各兵科かつ各階級ごとに、編制工兵科の区分のない部隊に属する者では、各兵科を通じて各階級ごとに）行い、曹長では所管長官が、その他では進級区域の長が、進級させるものとする。

### 海軍武官の場合
おおむね陸軍に準ずる。
各科大佐以上を進級させるのは上旨により、各科中佐以上士官の進級候補および列序は進級会議において議決され、その確定上裁によって特務士官の進級候補および列序は海軍大臣が決定し、また特務大尉、機関特務大尉および主計特務大尉は特選によって各少佐にこれを任用することができ、下士官は進級試験を行い、合格者についてなお勤務の状態その他を考慮して進級させる。

## 注
1. ↑  ただし、廃止勅令の公布施行時点で軍に属していた者は復員するまで有効とされたが（廃止勅令の附則第2項）、この規定は、ポツダム宣言の受諾に伴い発する命令に関する件に基く陸軍刑法を廃止する等の政令（昭和22年5月17日政令第52号）で削除された。